# A Muddy Road
"A Muddy Road" ("Uma Estrada Lamacenta", em português) é o terceiro episódio da série de televisão e antologia Fargo exibida originalmente pelo cana FX. O episódio foi escrito pelo criador e showrunner da série, Noah Hawley, e dirigido por Randall Einhorn. O título faz referência a um koan do budismo zen conhecido como "The Muddy Road".
No episódio, Lester Nygaard (Martin Freeman) começa a perceber que seu envolvimento nos assassinatos pode ser descoberto em breve, já que tanto a policial Molly Solverson (Allison Tolman) quanto os assassinos de aluguel Sr. Wrench (Russell Harvard) e Sr. Numbers (Adam Goldberg) estão no seu encalço. Enquanto isso, Lorne Malvo (Billy Bob Thornton) faz uma reviravolta inesperada no caso da chantagem do seu empregador Stavros Milos (Oliver Platt).
O episódio foi aclamado pela crítica especializada e foi exibido para 1.87 milhões de telespectadores.

## Enredo
Depois de ser removido do caso do Hess, Molly investiga o acidente de carro original e o homem congelado na floresta, e descobre que ele foi sequestrado do seu local de trabalho na cidade de Saint Paul por Malvo, supostamente porque o homem tinha uma enorme dívida de jogo de apostas. Ela obtém uma gravação das câmeras de segurança do prédio mostrando o sequestro, todavia o rosto de Malvo está parcialmente obscurecido pela imagem granulada. Lester volta para o seu trabalho de vendedor de seguros e liga para Gina Hess, a viúva de Sam, a respeito de sua apólice de seguro de vida. Ela inesperadamente começa a flertar com ele em uma tentativa de conseguir mais dinheiro, sem saber que o Sr. Wrench e o Sr. Numbers estão os observando à distância. Convencidos de que Lester matou Hess, posteriormente eles fazem uma visitam no escritório dele e o ameaçam, mas saem quando Molly chega repentinamente. Molly afirma que ela está interessada em uma apólice de seguro de vida e "acidentalmente" mostra a Lester a foto do sequestro contendo o rosto de Malvo. A reação de Lester ao ver a foto a convence de que ele reconhece Malvo. 
Molly diz a Bill Oswalt sobre a sua visita a Lester, mas ele fica apenas mais chateado que Molly ainda continua assediando Lester. Enquanto isso, Malvo informa Don Chumph, o instrutor de fitness da esposa de Stavros, que sabe que ele é o chantagista. Então, Malvo assume o esquema de chantagem e atormenta Stavros explorando suas crenças religiosas extremas. Ele mata o cachorro de Stavros, substituindo sua medicação analgésica por anfetamina e sabotando o sistema de encanamento, fazendo com que jorre sangue de porco de seu chuveiro. 
Por fim, Gus diz ao seu superior irritado que ele deixou Malvo ir embora com apenas uma advertência por excesso de velocidade, e ele é enviado para Bemidji para informar seu departamento de polícia e assumir a culpa do que fez. Ele conhece Molly pela primeira vez e, depois de vê-lo com Greta, ela os convida para ir ao restaurante de seu pai, onde eles compartilham uma conversa amigável.

## Recepção

### Audiência
O episódio foi exibido originalmente pelo canal de televisão FX nos Estados Unidos em 29 de abril de 2014 abrangendo uma média de 1.87 milhões de audiência. No Reino Unido o show foi ao ar pelo Channel 4 no dia 4 de maio de 2014 sendo assistido por 1.17 milhões de telespectadores.

### Resposta da crítica
O terceiro episódio de Fargo foi aclamado pela crítica especializada. Atualmente o episódio detém uma classificação perfeita de 100% de aprovação no Rotten Tomatoes.
Os críticos de televisão Todd VanDerWerff e Zack Handlen, escrevendo para o The A.V. Club, deram nota A- para o episódio e disseram: "A grande quantidade de equilíbrio das projeções de Fargo tornam-se mais emocionantes quando as coisas correm para frente (como quando a Molly mostra a foto do Malvo para Gus) ou quando elementos imprevisíveis surgem para entupir a história. A respeito desta última categoria, temos aqueles dois pistoleiros de Fargo, enquanto que no primeiro, temos o que quer que Malvo esteja fazendo com Stavros (que envolve alterar sua medicação por anfetamina e colocar sangue de porco em seu suprimento de água por razões que eu ainda não compreendi). Noah Hawley tem o cuidado de sempre equilibrar os avanços de ambos os lados, então a coisa toda parece um complicado jogo de xadrez onde qualquer lado pode ser o ganhador — mesmo que Molly e Malvo ainda não saibam precisamente que estão jogando um contra o outro."

Outra análise positiva foi feita pela crítica Roth Cornet da IGN. Ela avaliou o episódio com nota 8.8 de 10 e disse: "Há algumas piadas surpreendentes ao longo dos episódios (...) mas aquela música leve e fantasiosa contra cadáveres de crimes horrendos e bárbaros é o que realmente vende o tom. É simultaneamente inquietante e envolvente o tenor que nos dá distância suficiente para rir mesmo no meio do terror. É um equilíbrio delicado, porque o show, assim como o filme, também seleciona momentos para nos forçar a realmente sentir e enfrentar a brutalidade que eles estão lidando."